# アシュウィン・ナビン
アシュウィン・ナビン（英: Ashwin Navin, 1977年 - ）はアメリカの起業家であり、サンバTVの最高経営責任者（CEO）兼共同創業者である。サンバTVは、インターネット接続デバイスおよびセットトップボックスからのオプトインデータを使用してテレビ視聴率を測定するデータおよび分析サービスである。同社は、視聴率データを収集するためにピープルメーターに依存する従来型の視聴率調査会社であるニールセン・メディア・リサーチと比較されることがある。
サンバTVの前には、ナビンはBitTorrent, Inc.の社長兼共同創業者であった。彼は2004年にブラム・コーエン（BitTorrentの発明者）と共に参加し、コーエンが技術および製品開発に専念する一方で、ナビンはビジネスおよび会社運営を担当した。
ナビンは2004年にYahooのためにコーエンの発明を評価したとされる。BitTorrentはインターネットにとって注目すべき技術であったが、映画業界にとっては大きな障害と見なされていた。なぜなら、ライセンスされていない映画コピーを含む大容量ファイルの転送コストがエンドユーザーにとって実質的にゼロになったためである。
ナビンはまた、SELFMADE、Collective、Invisible Commerce、クラーナ、キャメオ、GGWP、Convoy Inc、インポッシブル・フーズ、vidIQ、Touch of Modern、Crunchyroll、HappyCowへの投資家でもある。

## 初期の経歴
ナビンは1999年にクレアモント・マッケナ大学を卒業し、政治学と経済学の二重学位を取得した。BitTorrentの前には、2002年から2004年までYahooの企業戦略および買収を担当するコーポレートデベロップメント部門に勤務していた。Yahoo以前には、ウォール街でゴールドマン・サックスおよびメリルリンチにて、投資銀行家およびリサーチアナリストとして働いていた。
2000年には、ナビンはテクノロジー系金融サービス会社であるEpoch Partnersの立ち上げを支援し、同社は2001年にゴールドマン・サックスに買収された。

## BitTorrentの商業化

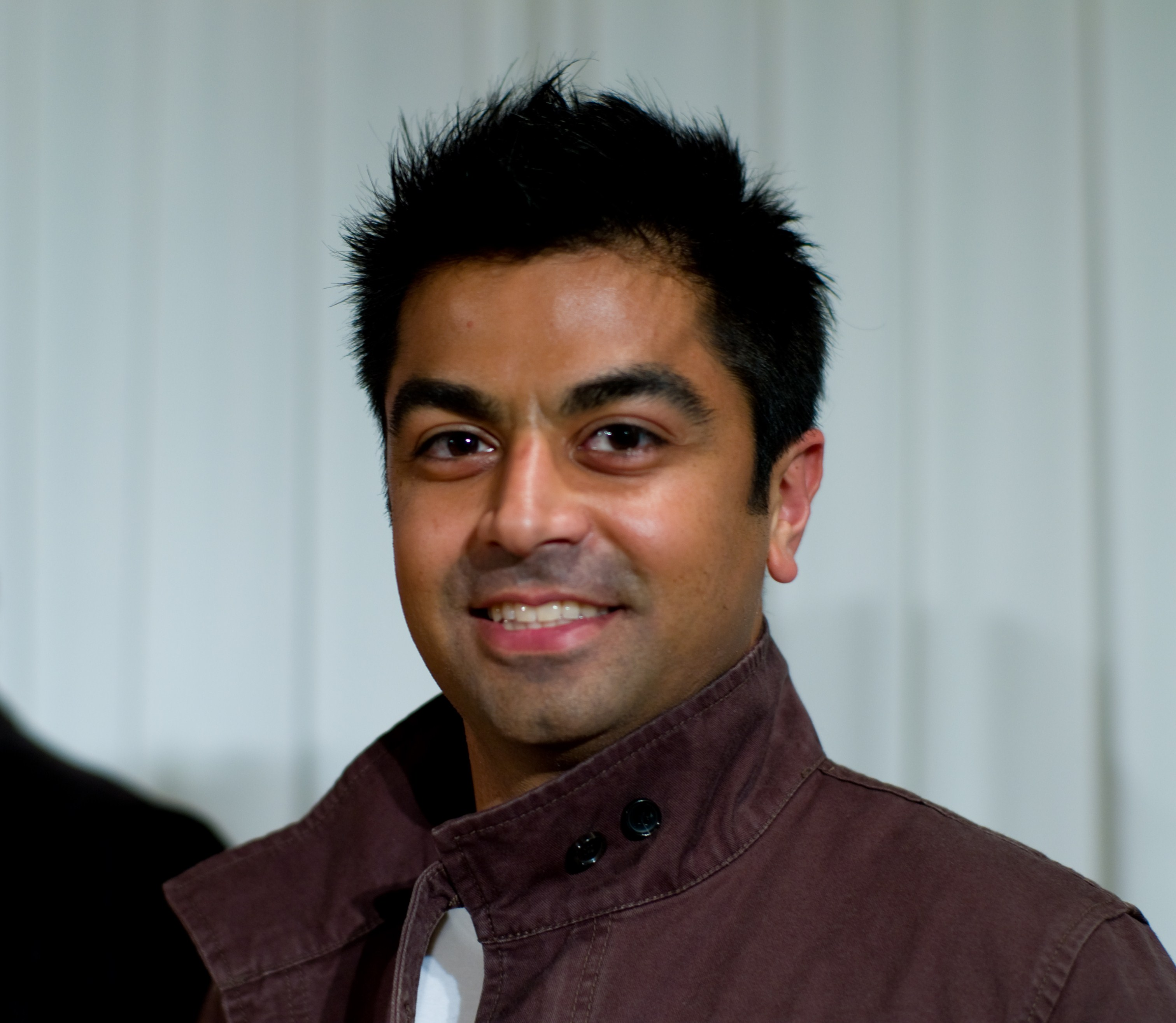
アシュウィン・ナビン（2007年）

コーエンは、BitTorrentを主流に押し上げるためのビジネスモデルの構築をナビンに託した。ナビンは、同社の商業的可能性を広める布教者として公の場に登場することが多かった。2007年には、BitTorrent Entertainment Network（2月）、BitTorrent SDK（6月）、BitTorrent DNA（10月）という3つの商用製品を立ち上げた。これらの製品の基盤として、ナビンは2006年に世界最大のTorrentクライアントであるuTorrent（中国を除く）を買収した。
BitTorrentの商業化を促進するため、ナビンは映画業界の幹部たちと直接交渉を開始した。多くの者が成功を疑問視する中、BitTorrentはワーナー・ブラザース、20世紀フォックス、パラマウント・ピクチャーズ、MTV、ライオンズゲート、角川映画など、主要メディア企業との提携を実現した。
著作権問題を超えて、BitTorrentはケーブルテレビ会社およびISPとの間にも課題を抱えていた。P2Pトラフィックの過剰な負荷によってネットワークが圧迫されていたのである。連邦通信委員会（FCC）の公聴会では、コムキャストとBitTorrentが、P2Pファイル転送を妨げるトラフィック管理方針をめぐって対立した。この争点を解決すべく、ナビンはComcastとの間で合意を取りまとめ、ネットワーク中立性をめぐる論争の沈静化に貢献した。

## サンバTVの創業
BitTorrent退任後、ナビンは2008年にサンバTV（当初はFlingoと呼ばれていた）を創業し、スマートテレビ向けのソフトウェア開発を構想した。当初の目標は、Showtime、FOX、A+Eネットワークス、TMZ、Revision3、PBS、CBSといったメディア企業が、リニアな放送番組やノンリニアメディアと同期するテレビアプリを開発できるよう支援することであった。
2011年には、同社は映像フィンガープリントを用いて画面上のコンテンツを識別し、スマートテレビ上でクロススクリーン型のインタラクティブTVアプリを実現する、特許取得済みの自動コンテンツ認識技術を導入した。
2012年のCESでは、マーク・キューバン、オーガスト・キャピタル、ゲイリー・ローダーがサンバTVの初期資金調達を主導した。そして2013年には、サンバTVの名称の下、家庭内のスマートテレビ画面に表示されているコンテンツのリアルタイム文脈認識に基づく初のクロススクリーン広告ソリューションを発表した。
2017年には『Inc Magazine』がサンバTVをアメリカで最も急成長している企業の一つに選出した。2020年には、サンバTVは2019年度の収益が1億ドルを超えたことを公表し、今後のグローバル展開の計画を明らかにした。
2021年、サンバTVはBofA Securities、Evercore ISI、Oppenheimer & Co.などの引受業者のもと、IPO（新規株式公開）を申請した。